# Миддлтон, Пиппа
Филиппа Шарлотта «Пиппа» Мэттьюз (в девичестве — Миддлтон; англ. Philippa Charlotte «Pippa» Matthews (née Middleton); род. 6 сентября 1983 года, Рединг, Беркшир, Англия, Великобритания) — британская светская львица, младшая сестра Кэтрин, принцессы Уэльской.

## Биография

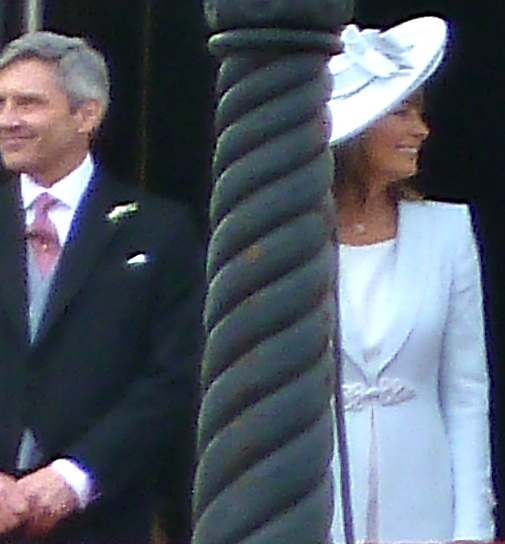
Родители Пиппы — Майкл Фрэнсис и Кэрол Элизабет Миддлтоны

Филиппа Шарлотта Миддлтон родилась 6 сентября 1983 года в Рединге (Беркшир, Англия) в семье Майкла Фрэнсиса Миддлтона (родился в 1949) и Кэрол Элизабет Миддлтон (девичья фамилия — Голдсмит; родилась в 1955). У неё есть старшая сестра Кэтрин Элизабет (родилась в 1982), которая в 2011 году стала женой принца Уильяма, и младший брат Джеймс Уильям (родился в 1987).
Семейство Миддлтонов не принадлежит к британской знати: Майкл Фрэнсис происходил из среднего класса, а Кэрол Элизабет — из старинного рода шахтёров-угольщиков Харрисонов из графства Дарем. Оба супруга работали в гражданской авиации, Кэрол Элизабет была стюардессой, а Майкл Фрэнсис — авиадиспетчером.
В 1987 году Миддлтоны основали компанию посылочной торговли «Party Pieces», которая успешно развивалась на британском рынке и сделала их миллионерами. Семья обосновалась в собственном доме в деревне Баклбери в Беркшире.

## Личная жизнь
С 20 мая 2017 года Пиппа замужем за бывшим автогонщиком и менеджером хедж-фонда Джеймсом Мэттьюзом. У супругов родились сын, Артур Майкл Уильям Мэттьюз (15 октября 2018), дочь Грейс Элизабет Джейн Мэттьюз (15 марта 2021), и дочь Роуз Луиза Виктория Мэттьюз в июне 2022 года.

## Фильм
В фильме «Уильям и Кейт» (2011) роль Пиппы сыграла Мэри Элиз Хейден.